# FK Ventspils
Maillots
Le FK Ventspils était un club letton de football basé à Ventspils.

## Historique
- 1996 : fondation du club.
- 2000 : 1re participation à une Coupe d'Europe (C1) (saison 2000-01).
- 2009 : participation à la Ligue Europa 2009-2010, où ils rencontrent en phases de poules le Hertha Berlin, le Sporting Portugal et le SC Heerenveen. Le 5 novembre 2009, ils tiennent le Sporting Portugal en échec au Portugal (1-1).

Le 9 juin 2021, l'UEFA annonce l'exclusion du FK Ventspils pour toute compétition européenne pour sept ans (jusqu'à la saison 2027-2028 incluse) pour « fraude, tentative de corruption et/ou corruption » et pour « violation de l'intégrité des matchs et compétitions ». Nikolajs Djakins, directeur sportif, et Adlan Shishkanov, président du club, sont respectivement suspendus 4 ans et à vie de toute activité liée au football. Les charges sont notamment liées au match aller du deuxième tour de qualification de la Ligue Europa 2018-2019 contre les Girondins de Bordeaux ; l'arbitre de la rencontre Sergey Lapochkin est quant à lui suspendu 10 ans pour ne pas avoir signalé la tentative de corruption,,. Huit jours plus tard, le club se retire volontairement du championnat letton, ce qui entraîne l'annulation de l'ensemble de ses résultats du début de saison.

## Présidents
- ?-2021 :  Adlan Shishkanov[6]

## Bilan sportif

### Palmarès
- Championnat de Lettonie (6)
  - Champion : 2006, 2007, 2008, 2011, 2013, 2014
  - Vice-champion : 2000, 2001, 2002, 2009, 2018

- Coupe de Lettonie (7)
  - Vainqueur : 2003, 2004, 2005, 2007, 2011, 2013, 2017
  - Finaliste : 2008, 2015, 2018, 2020

- Coupe de Livonie (1)
  - Vainqueur : 2007

- Ligue balte
  - Finaliste : 2007 et 2010

- Coupe de la CEI
  - Finaliste : 2007

### Bilan par saison
Légende
- Vainqueur de la compétition
- Vice-champion ou finaliste de la compétition
- Troisième de la compétition

| Saison | Championnat | Championnat | Championnat | Championnat | Championnat | Championnat | Championnat | Championnat | Championnat | Championnat | Coupe de Lettonie   |
| Saison | Division    | Pos         | Pts         | J           | V           | N           | D           | BP          | BC          | Diff        | Coupe de Lettonie   |
| ------ | ----------- | ----------- | ----------- | ----------- | ----------- | ----------- | ----------- | ----------- | ----------- | ----------- | ------------------- |
| 1997   | 1re         | 4e          | 42          | 24          | 12          | 6           | 6           | 32          | 21          | +11         | Quarts de finale    |
| 1998   | 1re         | 3e          | 54          | 28          | 16          | 6           | 6           | 56          | 23          | +33         | Demi-finales        |
| 1999   | 1re         | 3e          | 56          | 28          | 18          | 2           | 8           | 62          | 26          | +36         | Demi-finales        |
| 2000   | 1re         | 2e          | 65          | 28          | 19          | 8           | 1           | 55          | 20          | +35         | Demi-finales        |
| 2001   | 1re         | 2e          | 67          | 28          | 22          | 1           | 5           | 69          | 21          | +48         | Demi-finales        |
| 2002   | 1re         | 2e          | 71          | 28          | 22          | 5           | 1           | 77          | 20          | +57         | Demi-finales        |
| 2003   | 1re         | 3e          | 61          | 28          | 19          | 4           | 5           | 89          | 18          | +71         | Vainqueur           |
| 2004   | 1re         | 3e          | 55          | 28          | 16          | 7           | 5           | 64          | 28          | +36         | Vainqueur           |
| 2005   | 1re         | 3e          | 55          | 28          | 16          | 7           | 5           | 56          | 30          | +26         | Vainqueur           |
| 2006   | 1re         | 1er         | 62          | 28          | 19          | 5           | 4           | 48          | 23          | +25         | Demi-finales        |
| 2007   | 1re         | 1er         | 60          | 28          | 18          | 6           | 4           | 59          | 16          | +43         | Vainqueur           |
| 2008   | 1re         | 1er         | 63          | 28          | 19          | 6           | 3           | 53          | 14          | +39         | Finale              |
| 2009   | 1re         | 2e          | 74          | 32          | 23          | 5           | 4           | 89          | 21          | +68         | —                   |
| 2010   | 1re         | 2e          | 63          | 27          | 20          | 3           | 4           | 68          | 18          | +50         | Quarts de finale    |
| 2011   | 1re         | 1er         | 71          | 32          | 22          | 5           | 5           | 75          | 19          | +56         | Vainqueur           |
| 2012   | 1re         | 3e          | 74          | 36          | 23          | 5           | 8           | 63          | 22          | +41         | Quarts de finale    |
| 2013   | 1re         | 1er         | 67          | 27          | 21          | 4           | 2           | 65          | 19          | +46         | Vainqueur           |
| 2014   | 1re         | 1er         | 83          | 36          | 26          | 5           | 5           | 75          | 20          | +55         | Quarts de finale    |
| 2015   | 1re         | 3e          | 43          | 24          | 11          | 10          | 3           | 39          | 16          | +23         | Finale              |
| 2016   | 1re         | 3e          | 51          | 28          | 15          | 6           | 7           | 47          | 28          | +19         | Demi-finales        |
| 2017   | 1re         | 4e          | 35          | 24          | 9           | 8           | 7           | 32          | 22          | +10         | Vainqueur           |
| 2017   | 1re         | 4e          | 35          | 24          | 9           | 8           | 7           | 32          | 22          | +10         | Quarts de finale    |
| 2018   | 1re         | 2e          | 60          | 28          | 18          | 6           | 4           | 54          | 22          | +32         | Finale              |
| 2019   | 1re         | 3e          | 47          | 32          | 12          | 11          | 9           | 47          | 43          | +4          | Huitièmes de finale |
| 2020   | 1re         | 4e          | 44          | 27          | 12          | 8           | 7           | 40          | 25          | +15         | Finale              |
| 2021   | 1re         | Abandon     | Abandon     | Abandon     | Abandon     | Abandon     | Abandon     | Abandon     | Abandon     | Abandon     | Abandon             |

### Bilan européen
Légende
- Victoire ou qualification pour le tour suivant
- Match nul
- Défaite ou élimination de la compétition

Note : dans les résultats ci-dessous, le score du club est toujours donné en premier
| Saison    | Compétition         | Tour              | Club                     | Domicile | Extérieur | Total     |
| --------- | ------------------- | ----------------- | ------------------------ | -------- | --------- | --------- |
| 1999      | Coupe Intertoto     | Premier tour      | Vålerenga                | 2 - 0    | 0 - 1     | 2 - 1     |
| 1999      | Coupe Intertoto     | Deuxième tour     | Kocaelispor              | 1 - 1    | 0 - 2     | 1 - 3     |
| 2000-2001 | Coupe UEFA          | Tour préliminaire | Vasas SC                 | 2 - 1    | 1 - 3 ap  | 3 - 4     |
| 2001-2002 | Coupe UEFA          | Tour préliminaire | HJK Helsinki             | 0 - 1    | 1 - 2     | 1 - 3     |
| 2002-2003 | Coupe UEFA          | Tour préliminaire | FC Lugano                | 3 - 0    | 0 - 1     | 3 - 1     |
| 2002-2003 | Coupe UEFA          | Premier tour      | VfB Stuttgart            | 1 - 4    | 1 - 4     | 2 - 8     |
| 2003-2004 | Coupe UEFA          | Tour préliminaire | Wisła Płock              | 1 - 1    | 2 - 2     | 3E - 3    |
| 2003-2004 | Coupe UEFA          | Premier tour      | Rosenborg BK             | 1 - 4    | 0 - 6     | 1 - 10    |
| 2004-2005 | Coupe UEFA          | Premier tour Q    | B68 Toftir               | 8 - 0    | 3 - 0     | 11 - 0    |
| 2004-2005 | Coupe UEFA          | Deuxième tour Q   | Brøndby IF               | 0 - 0    | 1 - 1     | 1E - 1    |
| 2004-2005 | Coupe UEFA          | Premier tour      | Amica Wronki             | 1 - 1    | 0 - 1     | 1 - 2     |
| 2005-2006 | Coupe UEFA          | Premier tour Q    | Linfield FC              | 1 - 2    | 1 - 0     | 2 - 2E    |
| 2006-2007 | Coupe UEFA          | Premier tour Q    | Víkingur Reykjavik       | 2 - 1    | 2 - 0     | 4 - 1     |
| 2006-2007 | Coupe UEFA          | Deuxième tour Q   | Newcastle United         | 0 - 1    | 0 - 0     | 0 - 1     |
| 2007-2008 | Ligue des champions | Premier tour Q    | The New Saints           | 2 - 1    | 2 - 3     | 4E - 4    |
| 2007-2008 | Ligue des champions | Deuxième tour Q   | Red Bull Salzbourg       | 0 - 3    | 0 - 4     | 0 - 7     |
| 2008-2009 | Ligue des champions | Premier tour Q    | Llanelli AFC             | 4 - 0    | 0 - 1     | 4 - 1     |
| 2008-2009 | Ligue des champions | Deuxième tour Q   | SK Brann                 | 2 - 1    | 0 - 1     | 2 - 2E    |
| 2009-2010 | Ligue des champions | Deuxième tour Q   | F91 Dudelange            | 3 - 0    | 3 - 1     | 6 - 1     |
| 2009-2010 | Ligue des champions | Troisième tour Q  | BATE Borisov             | 1 - 0    | 1 - 2     | 2E - 2    |
| 2009-2010 | Ligue des champions | Barrages Q        | FC Zurich                | 0 - 3    | 1 - 2     | 1 - 5     |
| 2009-2010 | Ligue Europa        | Groupe D          | Hertha Berlin            | 0 - 1    | 1 - 1     | Quatrième |
| 2009-2010 | Ligue Europa        | Groupe D          | SC Heerenveen            | 0 - 0    | 0 - 5     | Quatrième |
| 2009-2010 | Ligue Europa        | Groupe D          | Sporting CP              | 1 - 2    | 1 - 1     | Quatrième |
| 2010-2011 | Ligue Europa        | Premier tour Q    | Sporting CP              | 0 - 0    | 1 - 3     | 1 - 3     |
| 2011-2012 | Ligue Europa        | Premier tour Q    | Chakhtior Salihorsk      | 3 - 2    | 1 - 0     | 4 - 2     |
| 2011-2012 | Ligue Europa        | Deuxième tour Q   | Étoile rouge de Belgrade | 1 - 2    | 0 - 7     | 1 - 9     |
| 2012-2013 | Ligue des champions | Deuxième tour Q   | Molde FK                 | 1 - 1    | 0 - 3     | 1 - 4     |
| 2013-2014 | Ligue Europa        | Premier tour Q    | Airbus UK Broughton      | 0 - 0    | 1 - 1     | 1E - 1    |
| 2013-2014 | Ligue Europa        | Deuxième tour Q   | AS Jeunesse d'Esch       | 1 - 0    | 4 - 1     | 5 - 1     |
| 2013-2014 | Ligue Europa        | Troisième tour Q  | Maccabi Haïfa            | 0 - 0    | 0 - 3     | 0 - 3     |
| 2014-2015 | Ligue des champions | Deuxième tour Q   | Malmö FF                 | 0 - 1    | 0 - 0     | 0 - 1     |
| 2015-2016 | Ligue des champions | Deuxième tour Q   | HJK Helsinki             | 1 - 3    | 0 - 1     | 1 - 4     |
| 2016-2017 | Ligue Europa        | Premier tour Q    | Víkingur Gøta            | 2 - 0    | 2 - 0     | 4 - 0     |
| 2016-2017 | Ligue Europa        | Deuxième tour Q   | Aberdeen FC              | 0 - 1    | 0 - 3     | 0 - 4     |
| 2017-2018 | Ligue Europa        | Premier tour Q    | Valur Reykjavik          | 0 - 0    | 0 - 1     | 0 - 1     |
| 2018-2019 | Ligue Europa        | Premier tour Q    | Luftëtari Gjirokastër    | 5 - 0    | 3 - 3     | 8 - 3     |
| 2018-2019 | Ligue Europa        | Deuxième tour Q   | Girondins de Bordeaux    | 0 - 1    | 1 - 2     | 1 - 3     |
| 2019-2020 | Ligue Europa        | Premier tour Q    | Teuta Durrës             | 3 - 0    | 0 - 1     | 3 - 1     |
| 2019-2020 | Ligue Europa        | Deuxième tour Q   | Gżira United             | 4 - 0    | 2 - 2     | 6 - 2     |
| 2019-2020 | Ligue Europa        | Troisième tour Q  | Vitória Guimarães        | 0 - 3    | 0 - 6     | 0 - 9     |
| 2020-2021 | Ligue Europa        | Premier tour Q    | Dinamo-Auto Tiraspol     | 2 - 1    | N/A       | 2 - 1     |
| 2020-2021 | Ligue Europa        | Deuxième tour Q   | Rosenborg BK             | 1 - 5    | N/A       | 1 - 5     |

## Personnalités du club

### Entraîneurs
La liste suivante présente les différents entraîneurs connus du club.
- Sergueï Borovski (janvier 1997-août 1998)
- Saulius Cekanavičius (intérim) (août 1998-décembre 1998)
- Boris Sinitsyne (janvier 1999-juillet 2000)
- Saulius Cekanavičius (intérim) (août 2000-décembre 2000)
- Paul Ashworth (janvier 2001-juillet 2003)
- Saulius Širmelis (juillet 2003-novembre 2004)
- Sergejs Semjonovs (janvier 2005-juillet 2005)
- Roman Hryhorchuk (en) (juillet 2005-août 2009)
- Nunzio Zavettieri (août 2009-décembre 2010)
- Sergueï Podpaly (janvier 2011-mai 2012)
- Jurģis Pučinskis (juillet 2012-septembre 2015)
- Paul Ashworth (septembre 2015-janvier 2018)
- Dejan Vukićević (en) (janvier 2018-mai 2019)
- Igors Kļosovs (mai 2019-octobre 2019)
- Aleksandrs Kulakovs (en) (octobre 2019-janvier 2020)
- Viorel Frunză (janvier 2020-avril 2021)

### Anciens joueurs
- Kaspars Gorkšs
- Igors Korabļovs
- Zurab Menteshashvili
- Deniss Romanovs (en)
- Māris Smirnovs
- Andris Vaņins
- Mohammad Salah Kechrid
- Ferinho

## Identité visuelle

Ancien logo.
Logo depuis 2018.